# Taylor Motter
Taylor Davis Motter (né le 18 septembre 1989 à West Palm Beach, Floride, États-Unis) est un joueur d'utilité des Braves d'Atlanta de la Ligue majeure de baseball.

## Carrière
Joueur des Chanticleers de l'université Coastal Carolina, Taylor Motter est réclamé au 17e tour de sélection par les Rays de Tampa Bay lors du repêchage amateur de 2011. Il fait ses débuts professionnels en ligues mineures dès 2011 avec un club affilié aux Rays et fait ses débuts dans le baseball majeur avec Tampa Bay le 16 mai 2016.
Après 34 matchs disputés pour les Rays en 2016, il est l'un des cinq joueurs impliqué dans un échange avec les Mariners de Seattle. Le 18 novembre 2016, les Rays transfèrent Motter et le joueur de champ intérieur Richie Shaffer aux Mariners en retour de trois joueurs de ligues mineures : les lanceurs droitiers Andrew Kittredge et Dylan Thompson, et le joueur de premier but Dalton Kelly.
Le 23 avril 2017 pour Seattle, Motter frappe son premier grand chelem dans les majeures.
Motter s'est toujours distingué par sa capacité à jouer à plusieurs positions sur le terrain. Après avoir surtout évolué comme joueur de troisième but et de champ droit dans les ligues mineures, il est un joueur d'utilité encore plus polyvalent dans les majeures : en 2016 et 2017, il évolue à l'arrêt-court, au champ gauche et au champ droit, ainsi qu'au premier et deuxième but.